# Roberto Blanco Claro
Roberto Blanco Claro (Plasencia, Cáceres, 27 de febrero de 1976) es un entrenador de baloncesto español que actualmente es entrenador ayudante del CS Valcea 1924 de Liga de baloncesto de Rumanía.

## Trayectoria
Su carrera como técnico estuvo inicialmente vinculada a las categorías de base de clubes de Plasencia y otras localidades cercanas. Posteriormente entrenó las categorías inferiores del Cáceres Basket y fue entrenador ayudante del CB Plasencia Galco (LEB Plata) en las temporadas 2006/07 y 2009/10 antes de integrarse en el cuerpo técnico del Cáceres Patrimonio de la Humanidad, primero como entrenador de los equipos filial y junior y, desde la temporada 2012/13, como entrenador ayudante del primer equipo.
En la temporada 2017/18 fue nombrado director técnico de las categorías inferiores del club cacereño, trabajo que compatibilizaría con el de entrenador ayudante del equipo de liga LEB Oro .
En la temporada 2018/19 fue nombrado entrenador del San Antonio Cáceres Basket, club filial del Cáceres Patrimonio de la Humanidad, para disputar la Liga EBA. Como ya venía ocurriendo, compatibilizó dicho trabajo con el de entrenador ayudante de la primera plantilla, hasta que el 13 de enero de 2019 se produjo la destitución del técnico principal, Antonio Bohigas, momento en el que Roberto Blanco fue nombrado primer entrenador, completando la temporada con la permanencia del equipo en LEB Oro.
En julio de 2019 fue ratificado como entrenador principal del club cacereño para la temporada 2019/20, logrando la novena plaza con 14 victorias y 10 derrotas antes de la cancelación prematura de la temporada debido a la pandemia de coronavirus.
En julio de 2020 renueva con el Cáceres Patrimonio de la Humanidad para dirigir al club en la temporada 2020/21. Registró 10 victorias y 16 derrotas, consiguiendo la permanencia en la categoría y quedándose a una sola victoria de clasificarse para los playoffs de ascenso.
En la temporada 2021/22 fue nuevamente renovado como entrenador principal del Cáceres Patrimonio de la Humanidad. Logró un balance de 19 victorias y 15 derrotas, clasificando al equipo para disputar los playoffs de ascenso a la Liga ACB por primera vez en los últimos seis años y llegando a forzar un quinto y definitivo partido en la eliminatoria de cuartos de final ante Força Lleida.
En 2022/23 renovó una temporada más con el club Cacereño, logrando de forma ajustada la permanencia en LEB Oro. 
En la temporada 2023/24 renueva su contrato con el Cáceres Patrimonio de la Humanidad, pero fue destituido el 23 de enero debido a los malos resultados cosechados en la primera mitad de la temporada.
En julio de 2024 se anunció su incorporación al CS Valcea 1924, club de la liga rumana, como entrenador asistente de Arturo Álvarez.